# Andreas Svensson
Andreas Svensson es un deportista danés que compite en vela en la clase Europe. Ganó tres medallas de oro en el Campeonato Mundial de Europe entre los años 2023 y 2025.

## Palmarés internacional
| Campeonato Mundial | Campeonato Mundial     | Campeonato Mundial | Campeonato Mundial |
| Año                | Lugar                  | Medalla            | Clase              |
| ------------------ | ---------------------- | ------------------ | ------------------ |
| 2023               | Vallensbæk (Dinamarca) | Medalla de oro     | Europe             |
| 2024               | Hanko (Finlandia)      | Medalla de oro     | Europe             |
| 2025               | Torbole (Italia)       | Medalla de oro     | Europe             |